# Obio-Acpor
Obio-Acpor (em inglês: Obio-Akpor) é uma área de governo local do estado de Rios, na Nigéria, com sede em Rumuodomaia. Possui 260 quilômetros quadrados e de acordo com o censo de 2016, havia 649 600 residentes.